# Фазове перетворення вуглеводнів
Фазове перетворення вуглеводнів (рос. фазовое преобразование углеводородов; англ. phase hydrocarbons conversion, phase hydrocarbons transformation; нім. Phasenumwandlung f der Kohlenwasserstoffe — перехід вуглеводнів з однієї фази в іншу.

## Опис
Фазове перетворення вуглеводнів протікає в природних умовах — в процесі розробки покладу корисних копалин (крім газових) в результаті зміни пластового тиску, супроводжується зміною складу і властивостей газової і рідкої фаз і переходом покладів у:
- двофазні (нафта-газ, газ-конденсат),
- трифазні (нафта-газ-парафін),
- чотирифазні (нафта-газ-конденсат-парафін).